# Cardo-Torgia
Cardo-Torgia (korziško Cardu è Turghjà) je naselje in občina v francoskem departmaju Corse-du-Sud regije - otoka Korzika. Leta 2004 je naselje imelo 38 prebivalcev.

## Geografija
Kraj leži v zahodnem delu otoka Korzike 34 km vzhodno od središča Ajaccia.

## Uprava
Občina Cardo-Torgia skupaj s sosednjimi občinami Albitreccia, Azilone-Ampaza, Campo, Cognocoli-Monticchi, Coti-Chiavari, Forciolo, Frasseto, Grosseto-Prugna, Guargualé, Pietrosella, Pila-Canale, Quasquara, Serra-di-Ferro, Santa-Maria-Siché, Urbalacone in Zigliara sestavlja kanton Santa-Maria-Siché s sedežem v istoimenskem kraju. Kanton je sestavni del okrožja Ajaccio.
1. ↑  »Populations légales 2016«. Nacionalni inštitut za statistične in gospodarske raziskave. Pridobljeno 25. aprila 2019.